# Jiří z Dubé a Vízmburku
Jiří z Dubé a Vízmburka († 17. února 1450) byl český šlechtic z rodu Adršpachů z Dubé a majitel hradu Vízmburk od roku 1420. Byl rovněž význačným představitelem sirotčí šlechty a stoupencem Jiřího z Poděbrad.
V roce 1436 obdržel od císaře Zikmunda Lucemburského rozsáhlé statky ve východních Čechách, byly jimi Vildštejn, Chotěboř, Drobovice a Žleby. Věnoval se po boku Jiřího z Poděbrad domácí politice, své majetky na severovýchodě Čech svěřil správcům, kteří údajně podnikali loupežné výpady do sousedního Slezska a snad i do Lužice. Na počátku června roku 1447 proto přitáhlo vojsko slezských knížat, měst a lužického Šestiměstí, které vykoupilo pět hradů, vypálilo je a pobořilo. Mezi těmito hrady byl i Vízmburk, který již nebyl obnoven. Panství dosavadním vlastníkům (tedy i Jiřímu z Dubé a Vízmburka) však zůstala. Jiří z Dubé a Vízmburka zemřel bez potomků roku 1450, vízmburské panství připadlo Jiřímu z Poděbrad, který je připojil k Náchodu.